# Фудзівара но Кійокава
Фудзівара но Кійокава (д/н — 778) — середньовічний японський державний діяч, дипломат, мандрівник періоду Нара.

## Життєпис
Походив з роду Північних Фудзівара, гілки клану Фудзівара. Син Фудзівара но Фусасакі, двірцевого міністра. Про молоді роки нічого невідомо. Наприкінці 730 років отримав старший шостий ранг, 740 року — молодший п'ятий ранг. 741 року стає другим помічником голови Центрального міністерства. 743 року очолив провінцію Ямато, що свідчило про посилення статусу Кійокави при імператорському дворі. У 746 році досяг молодшого четвертого рангу. 749 року призначено санґі.
750 року очолив посольство до династії Тан. Посольство дісталося до Чан'ані (столиці Китаю), де було прийняте імператором Сюань-цзуном. Фудзівара но Кійокава справив на нього приємне враження своїми манерами і знанням китайської мови. Усіляко захищав честь і гідність свого імператора: так під час новорічного вітання китайського імператора було посаджено японських послів нижче представників Тибеті і Сілли, на що виражено протест. В результаті японців було посаджено вище сілланців. 751 року при спробі повернутися до Японії судно, на якому був Кійокава, потрапило у великий шторм, внаслідок чого його було піднесено до узбережжя Аннаму (сучасний північний В'єтнам).
Лише у 755 році зумів добратися до Чан'аня, але не змігвже вирушити до Японії, оскільки в Китаї почалося повстання на чолі із Ань Лушанем. Тому поступив на службу до Сюань-цзуна, взявши ім'я Хецзін, також одружився зі знатною китаянкою. 759 року планувалося відправити Кійокави до Японії, але розгардіяш у Китаї змусив того залишитися.
763 року Фудзівара но Кійокава було призначено камі (губернатором) японської провінції Хітаті, а 764 року — надано молодший третій ранг. Сам Кійокава продовжував мешкати в Китаї. Відомо, що до 777 року служив імператорам з династії Тан, але подробиці невідомі.
777 році до Китаю прибуло нове японське посольство. Фудзівара но Кійокава збирався разом з ним повернутися, але 778 року помер. Втім його доньку Кідзьо було відправлено до Японії. Посмертно Кійокаву було призначено дзедуші Лучжоу.